# Solothurner Madonna

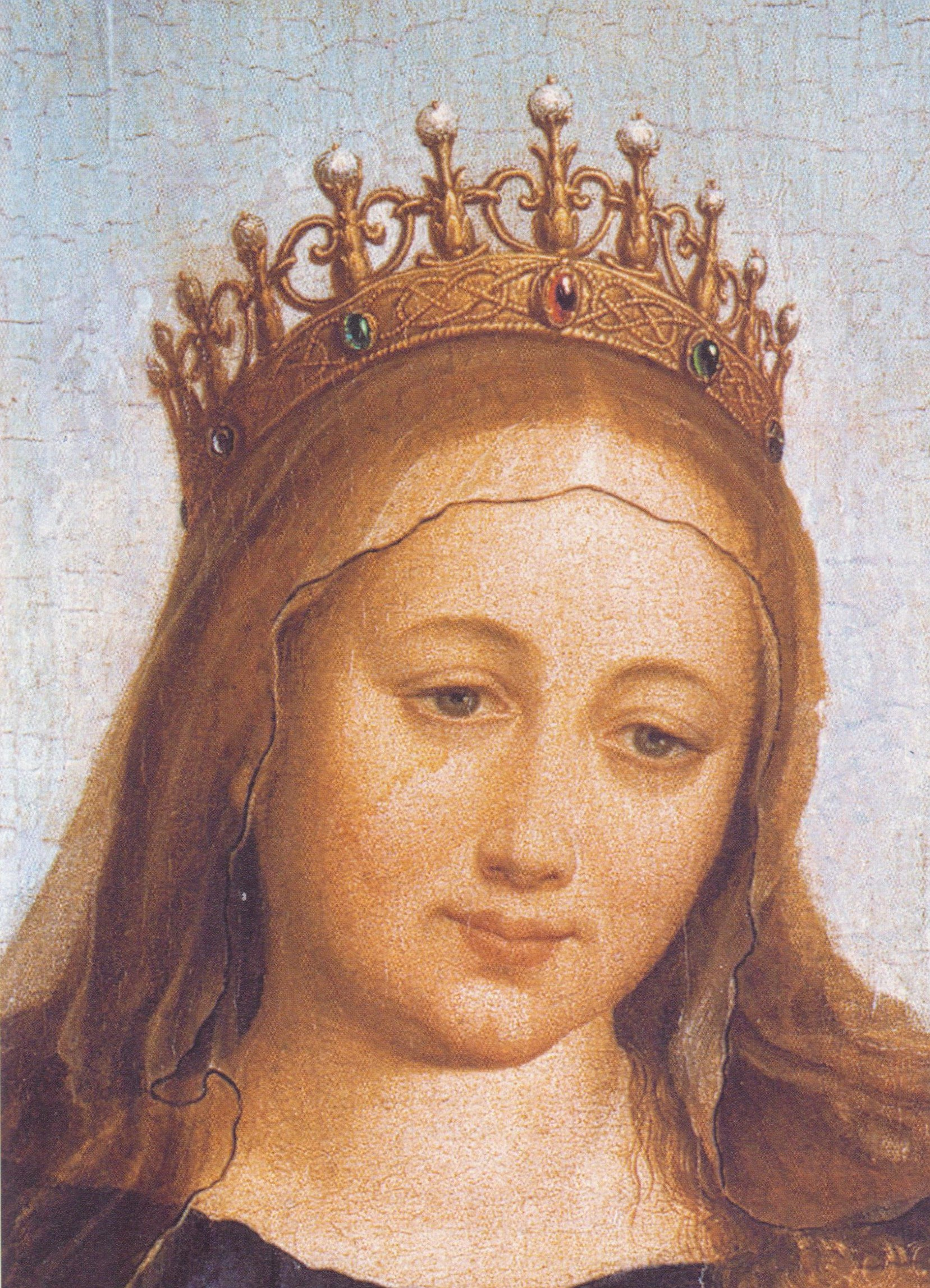
Detailansicht der Madonna, Zustand nach der ersten Restaurierung durch Eigner um 1866, vor der zweiten Restaurierung 1971

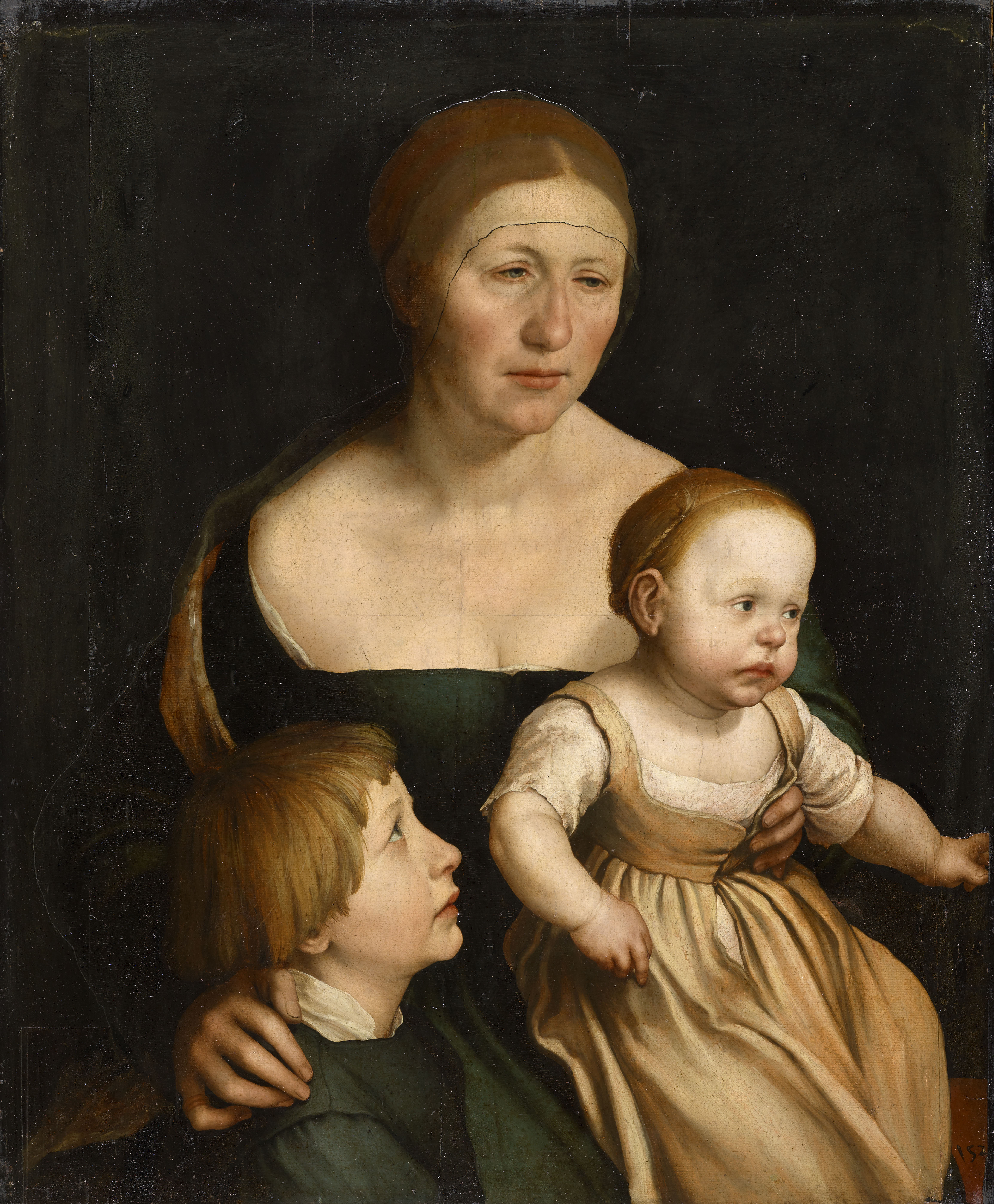
Elsbeth und die Kinder Philipp und Katharina, um 1528 entstandenes Gemälde Holbeins

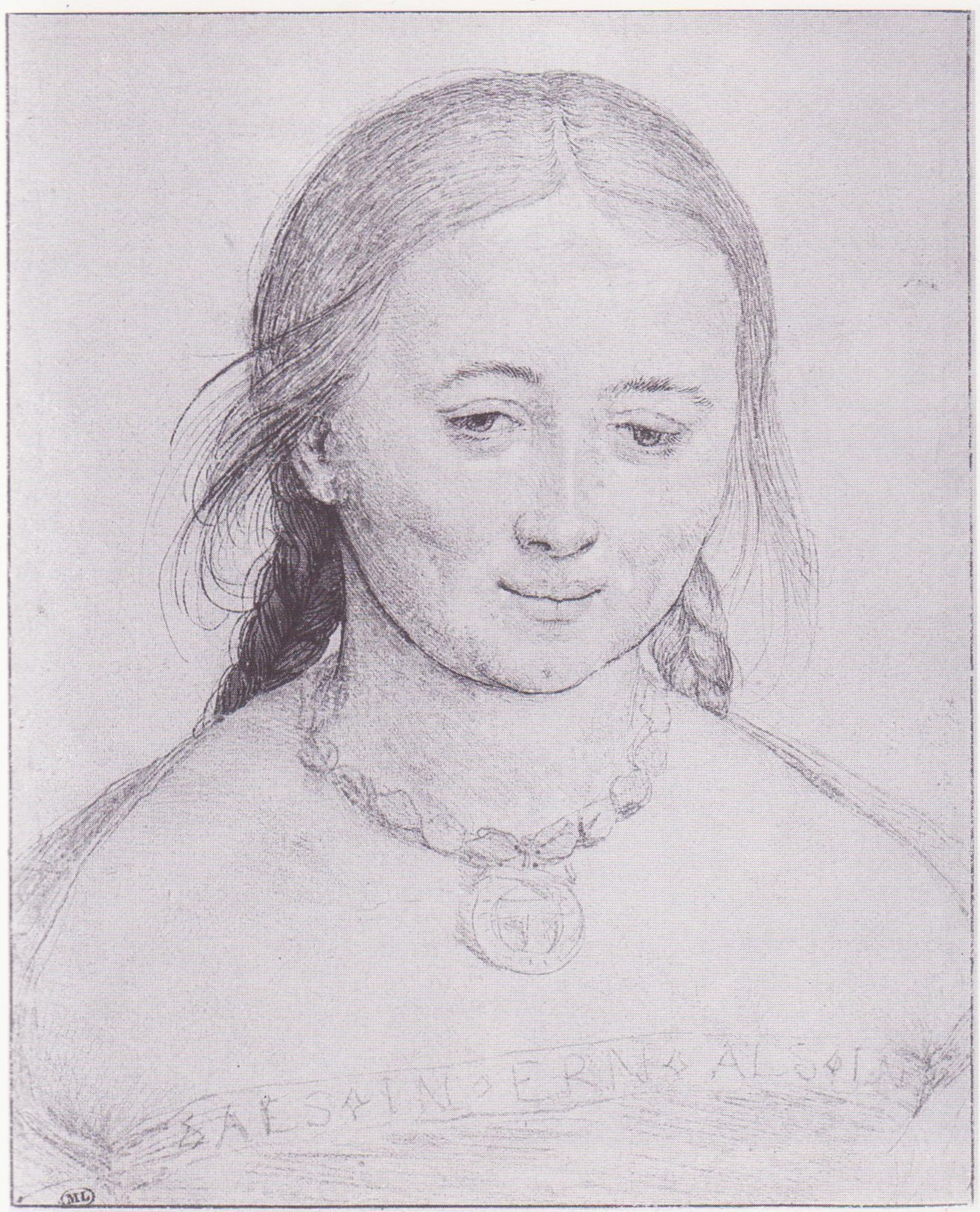
Holbeins Zeichnung einer jungen Frau, 1520/1522, vermutlich Vorbild für die Solothurner Madonna

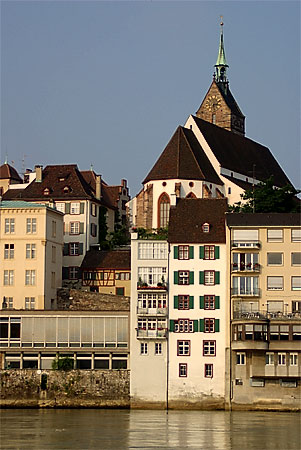
Martinskirche Basel, wahrscheinlicher ursprünglicher Aufstellungsort der Solothurner Madonna

Die Solothurner Madonna ist ein Gemälde von Hans Holbein dem Jüngeren (1497–1543), entstanden 1522 in Basel. Es zeigt die Mutter Gottes mit dem Jesusknaben, die in einer Gewölbenische thront, begleitet von den Heiligen Martin und Ursus. St. Martin, der in bischöflichem Ornat dargestellt ist, reicht einem Bettler, von dem lediglich Gesicht und ein Teil des Kopfes sichtbar sind, ein Almosen. Der ihm gegenüber angeordnete St. Ursus ist als Ritter in Rüstung dargestellt.
Das ursprünglich für einen unbekannten Kirchenraum angefertigte Gemälde wurde 1864 in der Allerheiligenkapelle in Grenchen im Kanton Solothurn in schlechtem Erhaltungszustand wiederentdeckt. Es befindet sich seit 1879 im Eigentum der Einwohnergemeinde Solothurn und wird im Kunstmuseum Solothurn aufbewahrt. Nach diesem Aufenthaltsort ist das Gemälde seit dem späten 19. Jahrhundert als Solothurner Madonna benannt. Neben der Darmstädter Madonna ist die Solothurner Madonna das zweite grosse erhaltene Madonnenbildnis Holbeins.

## Bildbeschreibung

### Komposition und Figuren
Die Madonna sitzt aufrecht in der Mitte einer Architektur, die einen bogenförmigen Durchgang oder ein Fenster andeutet. Sämtliche dargestellten Figuren befinden sich unterhalb dieser halbkreisförmigen Bogenarchitektur, die durch quer sowohl vor der Bogennische als auch dahinter verlaufende eiserne Streben nach unten abgeschlossen sowie durch eine dazu senkrechte Verstrebung mittig unterteilt ist und damit die Tiefe des Bildraumes definiert.
Die fliehenden Linien der nur geringfügig nach links aus dem Bildmittelpunkt verschobenen Zentralperspektive münden in einer Gewandnadel, mit der der weite dunkelblaue Mantel der Madonna vor der Brust zusammengehalten ist, in einen Fluchtpunkt. Der Mantel fliesst in lockerem Faltenwurf weit zu beiden Seiten über die angedeutete Sitzbank bis auf die Stufen unterhalb der Madonna herab und begrenzt so seitlich den der Madonna und dem Jesuskind vorbehaltenen Bildraum. Maria umfasst das nackt auf ihrem Schoss sitzende Jesuskind mit beiden Händen. Ihr etwas abwesender Blick ist nach unten auf das Kind gerichtet, das, schräg nach vorne aus dem Bild herausblickend, einen Punkt neben dem Betrachter zu fixieren scheint. Vom linken Bein des Jesuskindes fliesst das aus dem leicht geöffneten Mantel Marias heraustretende, zartrote Kleid Marias hinab und stellt so eine optische Verbindung zwischen dem Kind und den beiden in den am unteren Bildrand sichtbaren Teppich eingewebten Wappen her. Ein drittes Wappen ist lediglich angedeutet und wird vom Mantel Marias verdeckt.
Rechts von Maria steht St. Ursus, dem Betrachter leicht zugewandt, mit dem Rücken zu dem steinernen Pfeiler, der den Arkadenbogen trägt. Er ist dargestellt als Ritter in eiserner Rüstung, die als Riefelharnisch ausgeführt ist. An dem mit einer weissen Straussenfeder geschmückten Helm ist das Visier so zurückgeschlagen, dass das Gesicht des schnauzbärtigen Heiligen erkennbar ist. Das rechte Bein des Ritters wird durch die vom Mantel der Madonna bedeckte Sitzbank verdeckt, der linke Fuss steht auf einer Stufe rechts unterhalb des Podestes, in die das Monogramm H.H. und die Jahreszahl 1522 eingraviert sind. Die linke Hand St. Ursus’ umfasst den Griff eines Schwertes, dessen Knauf zum Kreuzungspunkt der vorderen Eisenverstrebung zielt. Mit der rechten hält der Ritter eine rote Fahne mit Thebäerkreuz, wobei die Spitze der Fahnenstange als einziges Objekt des Gemäldes schräg nach oben aus dem durch die Bogennische definierten Bildraum ausbricht und bis knapp unter den oberen Bildrand aufragt.
Gegenüber dem heiligen Ursus steht auf der linken Seite des Bildes, ebenfalls vor einem steinernen Pfeiler, ein weiterer Heiliger im Bischofsgewand mit Mitra, der nach heutigem Forschungsstand den heiligen Martin darstellt – frühere Deutungen sahen in ihm den heiligen Nikolaus. Der Heilige umfasst mit seiner Linken seinen Bischofsstab, dessen verzierte Spitze ein Gegengewicht zur Thebäerfahne des heiligen Ursus bildet. Sein Blick führt nach unten zu seiner rechten Hand, die drei Münzen hält. Diese scheint St. Martin gerade in eine hölzerne Schale abzulegen, die ihm ein hinter der Sitzbank kniender Bettler, der bis auf Kopf und die Hand mit der Bettelschale von Maria verdeckt ist, reicht. Aufgrund einer Schadstelle an der linken unteren Ecke des Gemäldes ist nicht erkennbar, ob der heilige Bischof mit St. Ursus auf gleicher Höhe steht.
Die Figuren blicken sich nicht an und treten nicht unmittelbar miteinander in Beziehung. Maria und die beiden Heiligen sind jedoch durch einen gedachten Kreis, der der vorderen Kante der halbkreisförmigen Bogennische folgt, miteinander verbunden. Ein weiterer gedachter Kreis, der der rückwärtigen Kante dieses Bogens folgt, umschliesst als versteckter Nimbus nur die Gesichter von Maria und Kind – ein Kompositionsprinzip, das Holbein bei der später fertiggestellten Darmstädter Madonna noch perfektionierte.
Die Darstellung der Maria wurde in der frühen Literatur als Porträt von Holbeins Ehefrau Elsbeth identifiziert und mit dem Gemälde von Holbeins Familie, das seine Frau und die beiden älteren Kinder des Malers zeigt, verglichen. Diese Ansicht gilt heute als überholt: einerseits war das Gesicht der Madonna nach der «Restaurierung» Zetters ein «Amalgam von nazarenischen Idealen, dem schönen Madonnenbild in der Art Hans Holbein d. Ä. und Raffaels» geworden, andererseits diente die angebliche Ähnlichkeit als Argument zur «Ehrenrettung» der Ehe Holbeins, die laut Karel van Mander und Joachim Sandrart wegen der «Bösartigkeit» Elsbeths als schwierig galt.

## Geschichte

### Auftraggeber
Es gilt als wahrscheinlich, dass das Gemälde von dem Basler Stadtschreiber Johannes Gerster und seiner Ehefrau Maria Barbara Guldinknopf in Auftrag gegeben wurde. Das Entstehungsjahr 1522 ist durch die Bezeichnung H.H/15.22 belegt, die sich rechts an der Vorderseite der obersten Stufe findet.

### Ursprünglicher Aufstellungsort
Über die ursprüngliche Aufstellung des Gemäldes ist nichts bekannt. Eine Nutzung zum privaten Gebrauch ist wegen seiner Grösse äusserst unwahrscheinlich. Jakob Amiet ging in seiner 1879 erschienenen Monographie über die Solothurner Madonna noch davon aus, dass diese für das Solothurner St.-Ursus-Münster gestiftet worden und von dort um 1700 als Leihgabe an die Allerheiligenkapelle Grenchen gegeben worden war.
Die neuere kunsthistorische Forschung geht davon aus, dass das Gemälde zur Ausstattung der Basler Martinskirche oder der Kartause in Klein-Basel vorgesehen war. Der Basler Auftraggeber der Madonna, Johannes Gerster, war mit der Kartause, in der er sich auch begraben liess, eng verbunden. Ein Inventar der Kartause vom 16. Juni 1525 erwähnt eine «tafel darin unser lieben frauen her ist». Es gibt jedoch keine weiteren Anhaltspunkte dafür, dass damit die Madonna Holbeins gemeint war. Wahrscheinlicher ist deshalb eine Aufstellung in der St. Martinskirche. Gerster gehörte nicht nur zur Pfarrei St. Martin, sondern hatte dort auch das Amt eines provisors, eines Kirchpflegers, inne. Die Zunft zu den Weinleuten, der Gerster angehörte, spendete der Kirche zweimal ihr steinernes Wappen, so dass sich hierdurch eine weitere Verbindung Gersters zur St. Martinskirche ergibt. Die Deutung der beiden dargestellten Heiligen als St. Nikolaus oder St. Martin und St. Ursus passt mit den in St. Martin verehrten Heiligen zusammen. Allerdings ist seine Funktion in der Kirche nicht bekannt, möglich erscheinen eine Nutzung als Altarbild oder auch als Epitaph.

### Bildersturm
Nachdem sich das Gemälde vermutlich zunächst in der St. Martinskirche befunden hatte, wurde es wohl noch vor dem Bildersturm an den Eigentümer herausgegeben. Danach verliert sich die Spur des Bildes. Im Zuge der Reformation kam es im Februar 1529 in Basel zu einer Welle der Zerstörung von Ausstattungsgegenständen der Basler Kirchen und des Münsters. Zahlreiche Werke wurden verbrannt. Es ist davon auszugehen, dass Holbein in den Jahren vor und unmittelbar nach der Reformation zahlreiche weitere religiöse Tafelbilder angefertigt hat, die jedoch im Verlauf des Bildersturms zerstört worden sind.

### Wiederentdeckung
1864 entdeckte der Restaurator und Kunstsammler Franz Anton Zetter das Tafelbild zusammen mit weiteren Gemälden in der Allerheiligenkapelle in Grenchen in verwahrlostem Zustand wieder.
Das Gemälde war durch unsachgemässe Lagerung schwer beschädigt. Jakob Amiet berichtet in seiner 1879 erschienenen Monographie über das kurz zuvor aufgefundene Bild: «Die Holztafel war von Würmern zerfressen und ohne Rahmen. Sie war ob einer Thüre an einem durch zwei in das Bild gebohrte Löcher gezogenen Stricke aufgehängt. Es fehlte an einer Ecke des Bildes ein acht Zoll hohes und vier Zoll breites Stück des Gemäldes. Es war ganz von aufgespritzten Kalkflecken bedeckt und trug überall die Spur schmählichster Verwahrlosung.»
Franz Anton Zetter liess sich seine Arbeiten in der Kapelle mit dem Gemälde und drei weiteren Tafelbildern bezahlen. Der Augsburger Restaurator Eigner hobelte die rückwärtige Holztafel bis auf eine dünne Schicht ab und übertrug das Gemälde auf eine neue Lindenholztafel. Fehlstellen wurden durch Eigners Werkstatt ergänzt. Jakob Amiet betont, es hätten keinerlei Übermalungen stattgefunden, dies sei sogar gerichtlich festgestellt.
1867 – inzwischen war die Kunstwelt auf das Gemälde aufmerksam geworden – verlangte die Gemeinde Grenchen das Bild zurück oder eine Entschädigung von 30'000 Schweizer Franken. Die Gemeinde zog vor Gericht. Noch vor Beginn des Prozesses «schenkten» Zetter, Frank Buchser und dessen Bruder, die gemeinsam die Restauration bezahlt hatten, das Gemälde gegen Übernahme der Restaurationskosten dem Kunstverein Solothurn. Das Gericht, das davon ausging, dass das Gemälde ursprünglich für einen Aufstellungsort in Solothurn angefertigt worden war, sprach das Bild dem Solothurner Verein zu.